# Europamästerskapet i fotboll för damer 2022
Europamästerskapet i fotboll för damer 2022, officiellt UEFA Women's Euro 2022, spelades 6–31 juli 2022 i England. Turneringen bestod av 16 lag och finalen spelades på Wembley Stadium i London. England besegrade Tyskland efter förlängning med 2–1, då matchen slutat 1–1 efter full tid.
Turneringen planerades inledningsvis att spelas 7 juli–1 augusti 2021, vilket beslutades av UEFA:s exekutiva kommitté på ett möte i Dublin i december 2018, men tvingades att flyttas framåt på grund av coronarestriktioner. Det som ursprungligen kallades Europamästerskapet i fotboll för damer 2021 (officiellt UEFA Women's Euro 2021) blev alltså Europamästerskapet i fotboll för damer 2022.
Total summa i prispengar är 16 miljoner € (163 miljoner kr sep 2021), en fördubbling sedan förra turneringen EM 2017. Som jämförelse delas 331 miljoner € (3,7 miljarder kr dec 2023) ut i herrarnas EM 2024.

## Kvalspel
England hade en friplats till turneringen i egenskap av värdnation medan övriga europeiska nationer gjorde upp i ett kvalspel där nationerna delades in i nio olika grupper med antingen fem eller sex lag. De nio gruppvinnarna samt den bästa tvåan kvalificerade sig till europamästerskapet. De övriga sex tvåorna spelade playoff om de resterande tre platserna i turneringen.
Kvalificerade nationer
- Belgien
- Danmark
- England (värdnation)
- Finland
- Frankrike
- Island
- Italien
- Nederländerna
- Nordirland
- Norge
- Portugal (ersatte Ryssland[a])
- Schweiz
- Spanien
- Sverige
- Tyskland
- Österrike

## Lottningen
Lottningen av EM-grupperna ägde rum i Manchester den 28 oktober 2021, där lagen delades in i fyra grupper. Gruppfördelningen gjordes utifrån den seedning som presenterats innan lottningen, som baserades på koefficientranking som UEFA gjort baserat på resultat från EM 2017 och VM 2019. 
| Pot 1         | Pot 1  | Pot 1 |
| Land          | Koff   | Rank  |
| ------------- | ------ | ----- |
| England       | 41,443 | 3     |
| Nederländerna | 43,961 | 1     |
| Tyskland      | 41,924 | 2     |
| Frankrike     | 40,898 | 4     |

| Pot 2   | Pot 2  | Pot 2 |
| Land    | Koff   | Rank  |
| ------- | ------ | ----- |
| Sverige | 39,714 | 5     |
| Spanien | 38,913 | 6     |
| Norge   | 38,758 | 7     |
| Italien | 36,399 | 8     |

| Pot 3     | Pot 3  | Pot 3 |
| Land      | Koff   | Rank  |
| --------- | ------ | ----- |
| Danmark   | 35,265 | 9     |
| Belgien   | 34,951 | 10    |
| Schweiz   | 33,693 | 11    |
| Österrike | 33,693 | 12    |

| Pot 4                | Pot 4           | Pot 4   |
| Land                 | Koff            | Rank    |
| -------------------- | --------------- | ------- |
| Island               | 33,458          | 13      |
| Ryssland ( Portugal) | 30,117 (28,937) | 15 (17) |
| Finland              | 29,765          | 16      |
| Nordirland           | 19,526          | 27      |

## Arenor
| London            | London                                                                                    | Manchester                                                                                | Manchester                                                                                |
| ----------------- | ----------------------------------------------------------------------------------------- | ----------------------------------------------------------------------------------------- | ----------------------------------------------------------------------------------------- |
| Wembley Stadium   | Brentford Community Stadium                                                               | Old Trafford                                                                              | Manchester City Academy Stadium                                                           |
| Kapacitet: 90 000 | Kapacitet: 17 250                                                                         | Kapacitet: 74 879                                                                         | Kapacitet: 7 000                                                                          |
|                   |                                                                                           |                                                                                           |                                                                                           |
| Sheffield         | · Brighton and Hove Leigh London Manchester Milton Keynes Rotherham Sheffield Southampton | · Brighton and Hove Leigh London Manchester Milton Keynes Rotherham Sheffield Southampton | · Brighton and Hove Leigh London Manchester Milton Keynes Rotherham Sheffield Southampton |
| Bramall Lane      | · Brighton and Hove Leigh London Manchester Milton Keynes Rotherham Sheffield Southampton | · Brighton and Hove Leigh London Manchester Milton Keynes Rotherham Sheffield Southampton | · Brighton and Hove Leigh London Manchester Milton Keynes Rotherham Sheffield Southampton |
| Kapacitet: 32 702 | · Brighton and Hove Leigh London Manchester Milton Keynes Rotherham Sheffield Southampton | · Brighton and Hove Leigh London Manchester Milton Keynes Rotherham Sheffield Southampton | · Brighton and Hove Leigh London Manchester Milton Keynes Rotherham Sheffield Southampton |
|                   | · Brighton and Hove Leigh London Manchester Milton Keynes Rotherham Sheffield Southampton | · Brighton and Hove Leigh London Manchester Milton Keynes Rotherham Sheffield Southampton | · Brighton and Hove Leigh London Manchester Milton Keynes Rotherham Sheffield Southampton |
| Southampton       | · Brighton and Hove Leigh London Manchester Milton Keynes Rotherham Sheffield Southampton | · Brighton and Hove Leigh London Manchester Milton Keynes Rotherham Sheffield Southampton | · Brighton and Hove Leigh London Manchester Milton Keynes Rotherham Sheffield Southampton |
| St Mary's Stadium | · Brighton and Hove Leigh London Manchester Milton Keynes Rotherham Sheffield Southampton | · Brighton and Hove Leigh London Manchester Milton Keynes Rotherham Sheffield Southampton | · Brighton and Hove Leigh London Manchester Milton Keynes Rotherham Sheffield Southampton |
| Kapacitet: 32 505 | · Brighton and Hove Leigh London Manchester Milton Keynes Rotherham Sheffield Southampton | · Brighton and Hove Leigh London Manchester Milton Keynes Rotherham Sheffield Southampton | · Brighton and Hove Leigh London Manchester Milton Keynes Rotherham Sheffield Southampton |
|                   | · Brighton and Hove Leigh London Manchester Milton Keynes Rotherham Sheffield Southampton | · Brighton and Hove Leigh London Manchester Milton Keynes Rotherham Sheffield Southampton | · Brighton and Hove Leigh London Manchester Milton Keynes Rotherham Sheffield Southampton |
| Brighton and Hove | Milton Keynes                                                                             | Rotherham                                                                                 | Leigh                                                                                     |
| Falmer Stadium    | Stadium MK                                                                                | New York Stadium                                                                          | Leigh Sports Village                                                                      |
| Kapacitet: 31 800 | Kapacitet: 30 500                                                                         | Kapacitet: 12 021                                                                         | Kapacitet: 12 000                                                                         |
|                   |                                                                                           |                                                                                           |                                                                                           |

## Gruppspel
Alla tider är i lokal tid.
Ranking inom grupperna
Placering inom grupperna avgörs i följande ordning:
1. Högst poäng totalt (3 poäng för seger, 1 poäng för oavgjort)
2. Högst antal poäng i inbördes möten[b]
3. Målskillnad i inbördes möten
4. Fler gjorda mål i inbördes möten
5. Målskillnad totalt[c]
6. Flest gjorda mål totalt
7. Eventuell straffsparksläggning, se nedan
8. Lägst antal disciplinära poäng, beräknade genom att gult kort ger 1 poäng, rött kort ger 3 poäng, utvisning för två gula kort ger 3 poäng
9. Den ranking som användes för lottdragningen av slutspelet – högre ranking ger högre placering

Den straffsparksläggning som anges ovan kan endast bli aktuell om, och endast om, följande kriterier är uppfyllda:
- Placeringen avgörs endast mellan två lag som möts i sista omgången – inga andra lag får vara inblandade i placeringsfrågan
- Placering kan inte avgöras på poäng, målskillnad, eller antal gjorda mål i inbördes möten eller totalt enligt ovan
- Placeringen avgör om ett lag får gå vidare till kvartsfinal – övriga placeringar avgörs enligt övriga punkter ovan

Det kan alltså bara bli straffsparksläggning i sista omgången, och bara om det står mellan två lag som spelar om en kvartsfinal, och bara om det uteslutande är de två lag som möts i sista omgången som gör upp om kvartsfinalplatsen.

### Grupp A
| Nr | Lag        | S | V | O | F | GM | IM | MS  | P |
| -- | ---------- | - | - | - | - | -- | -- | --- | - |
| 1  | England    | 3 | 3 | 0 | 0 | 14 | 0  | +14 | 9 |
| 2  | Österrike  | 3 | 2 | 0 | 1 | 3  | 1  | +2  | 6 |
| 3  | Norge      | 3 | 1 | 0 | 2 | 4  | 10 | −6  | 3 |
| 4  | Nordirland | 3 | 0 | 0 | 3 | 1  | 11 | −10 | 0 |

| 1           | 6 juli 2022 | England       | 1 – 0           | Österrike | Old Trafford                                                    |                                                                 |
| 20:00 UTC+1 | 20:00 UTC+1 | Beth Mead 16′ | (1 – 0) Rapport |           | Manchester Publik: 68 871 Domare: Marta Huerta de Aza (Spanien) | Manchester Publik: 68 871 Domare: Marta Huerta de Aza (Spanien) |
| 20:00 UTC+1 | 20:00 UTC+1 |               |                 |           | Manchester Publik: 68 871 Domare: Marta Huerta de Aza (Spanien) | Manchester Publik: 68 871 Domare: Marta Huerta de Aza (Spanien) |
| 20:00 UTC+1 | 20:00 UTC+1 |               |                 |           | Manchester Publik: 68 871 Domare: Marta Huerta de Aza (Spanien) | Manchester Publik: 68 871 Domare: Marta Huerta de Aza (Spanien) |

| 2           | 7 juli 2022 | Norge                                                                                 | 4 – 1           | Nordirland       | St Mary's Stadium                                           |                                                             |
| 20:00 UTC+1 | 20:00 UTC+1 | Julie Blakstad 10′ Frida Maanum 13′ Caroline Graham Hansen 31′ (str.) Guro Reiten 54′ | (3 – 0) Rapport | 49′ Julie Nelson | Southampton Publik: 9 146 Domare: Lina Lehtovaara (Finland) | Southampton Publik: 9 146 Domare: Lina Lehtovaara (Finland) |
| 20:00 UTC+1 | 20:00 UTC+1 |                                                                                       |                 |                  | Southampton Publik: 9 146 Domare: Lina Lehtovaara (Finland) | Southampton Publik: 9 146 Domare: Lina Lehtovaara (Finland) |
| 20:00 UTC+1 | 20:00 UTC+1 |                                                                                       |                 |                  | Southampton Publik: 9 146 Domare: Lina Lehtovaara (Finland) | Southampton Publik: 9 146 Domare: Lina Lehtovaara (Finland) |

| 9           | 11 juli 2022 | Österrike                                         | 2 – 0           | Nordirland | St Mary's Stadium                                                     |                                                                       |
| 17:00 UTC+1 | 17:00 UTC+1  | Katharina Schiechtl 19′ Katharina Naschenweng 88′ | (1 – 0) Rapport |            | Southampton Publik: 9 268 Domare: Emikar Calderas Barrera (Venezuela) | Southampton Publik: 9 268 Domare: Emikar Calderas Barrera (Venezuela) |
| 17:00 UTC+1 | 17:00 UTC+1  |                                                   |                 |            | Southampton Publik: 9 268 Domare: Emikar Calderas Barrera (Venezuela) | Southampton Publik: 9 268 Domare: Emikar Calderas Barrera (Venezuela) |
| 17:00 UTC+1 | 17:00 UTC+1  |                                                   |                 |            | Southampton Publik: 9 268 Domare: Emikar Calderas Barrera (Venezuela) | Southampton Publik: 9 268 Domare: Emikar Calderas Barrera (Venezuela) |

| 10          | 11 juli 2022 | England                                                                                                   | 8 – 0           | Norge | Falmer Stadium                                                   |                                                                  |
| 20:00 UTC+1 | 20:00 UTC+1  | Georgia Stanway 12′ (str.) Lauren Hemp 15′ Ellen White 29′, 41′ Beth Mead 34′, 38′, 81′ Alessia Russo 66′ | (6 – 0) Rapport |       | Brighton and Hove Publik: 28 847 Domare: Riem Hussein (Tyskland) | Brighton and Hove Publik: 28 847 Domare: Riem Hussein (Tyskland) |
| 20:00 UTC+1 | 20:00 UTC+1  | |                 |       | Brighton and Hove Publik: 28 847 Domare: Riem Hussein (Tyskland) | Brighton and Hove Publik: 28 847 Domare: Riem Hussein (Tyskland) |
| 20:00 UTC+1 | 20:00 UTC+1  | |                 |       | Brighton and Hove Publik: 28 847 Domare: Riem Hussein (Tyskland) | Brighton and Hove Publik: 28 847 Domare: Riem Hussein (Tyskland) |

| 17          | 15 juli 2022 | Nordirland | 0 – 5           | England                                                                       | St Mary's Stadium                                           |                                                             |
| 20:00 UTC+1 | 20:00 UTC+1  |            | (0 – 2) Rapport | 40′ Fran Kirby 44′ Beth Mead 48′, 53′ Alessia Russo 76′ (sjm.) Kelsie Burrows | Southampton Publik: 30 785 Domare: Esther Staubli (Schweiz) | Southampton Publik: 30 785 Domare: Esther Staubli (Schweiz) |
| 20:00 UTC+1 | 20:00 UTC+1  |            |                 |                                                                               | Southampton Publik: 30 785 Domare: Esther Staubli (Schweiz) | Southampton Publik: 30 785 Domare: Esther Staubli (Schweiz) |
| 20:00 UTC+1 | 20:00 UTC+1  |            |                 |                                                                               | Southampton Publik: 30 785 Domare: Esther Staubli (Schweiz) | Southampton Publik: 30 785 Domare: Esther Staubli (Schweiz) |

| 18          | 15 juli 2022 | Österrike        | 1 – 0           | Norge | Falmer Stadium                                                     |                                                                    |
| 20:00 UTC+1 | 20:00 UTC+1  | Nicole Billa 37′ | (1 – 0) Rapport |       | Brighton and Hove Publik: 12 667 Domare: Kateryna Monzul (Ukraina) | Brighton and Hove Publik: 12 667 Domare: Kateryna Monzul (Ukraina) |
| 20:00 UTC+1 | 20:00 UTC+1  |                  |                 |       | Brighton and Hove Publik: 12 667 Domare: Kateryna Monzul (Ukraina) | Brighton and Hove Publik: 12 667 Domare: Kateryna Monzul (Ukraina) |
| 20:00 UTC+1 | 20:00 UTC+1  |                  |                 |       | Brighton and Hove Publik: 12 667 Domare: Kateryna Monzul (Ukraina) | Brighton and Hove Publik: 12 667 Domare: Kateryna Monzul (Ukraina) |

### Grupp B
| Nr | Lag      | S | V | O | F | GM | IM | MS | P |
| -- | -------- | - | - | - | - | -- | -- | -- | - |
| 1  | Tyskland | 3 | 3 | 0 | 0 | 9  | 0  | +9 | 9 |
| 2  | Spanien  | 3 | 2 | 0 | 1 | 5  | 3  | +2 | 6 |
| 3  | Danmark  | 3 | 1 | 0 | 2 | 1  | 5  | −4 | 3 |
| 4  | Finland  | 3 | 0 | 0 | 3 | 1  | 8  | −7 | 0 |

| 3           | 8 juli 2022 | Spanien                                                                              | 4 – 1           | Finland            | Stadium MK                                                     |                                                                |
| 17:00 UTC+1 | 17:00 UTC+1 | Irene Paredes 26′ Aitana Bonmatí 41′ Lucía García 75′ Mariona Caldentey 90+5′ (str.) | (2 – 1) Rapport | 1′ Linda Sällström | Milton Keynes Publik: 16 819 Domare: Kateryna Monzul (Ukraina) | Milton Keynes Publik: 16 819 Domare: Kateryna Monzul (Ukraina) |
| 17:00 UTC+1 | 17:00 UTC+1 |                                                                                      |                 |                    | Milton Keynes Publik: 16 819 Domare: Kateryna Monzul (Ukraina) | Milton Keynes Publik: 16 819 Domare: Kateryna Monzul (Ukraina) |
| 17:00 UTC+1 | 17:00 UTC+1 |                                                                                      |                 |                    | Milton Keynes Publik: 16 819 Domare: Kateryna Monzul (Ukraina) | Milton Keynes Publik: 16 819 Domare: Kateryna Monzul (Ukraina) |

| 4           | 8 juli 2022 | Tyskland                                                              | 4 – 0           | Danmark | Brentford Community Stadium                            |                                                        |
| 20:00 UTC+1 | 20:00 UTC+1 | Lina Magull 21′ Lea Schüller 57′ Lena Lattwein 78′ Alexandra Popp 86′ | (1 – 0) Rapport |         | London Publik: 15 736 Domare: Esther Staubli (Schweiz) | London Publik: 15 736 Domare: Esther Staubli (Schweiz) |
| 20:00 UTC+1 | 20:00 UTC+1 |                                                                       |                 |         | London Publik: 15 736 Domare: Esther Staubli (Schweiz) | London Publik: 15 736 Domare: Esther Staubli (Schweiz) |
| 20:00 UTC+1 | 20:00 UTC+1 |                                                                       |                 |         | London Publik: 15 736 Domare: Esther Staubli (Schweiz) | London Publik: 15 736 Domare: Esther Staubli (Schweiz) |

| 11          | 12 juli 2022 | Danmark             | 1 – 0           | Finland | Stadium MK                                                         |                                                                    |
| 17:00 UTC+1 | 17:00 UTC+1  | Pernille Harder 72′ | (0 – 0) Rapport |         | Milton Keynes Publik: 11 615 Domare: Iuliana Demetrescu (Rumänien) | Milton Keynes Publik: 11 615 Domare: Iuliana Demetrescu (Rumänien) |
| 17:00 UTC+1 | 17:00 UTC+1  |                     |                 |         | Milton Keynes Publik: 11 615 Domare: Iuliana Demetrescu (Rumänien) | Milton Keynes Publik: 11 615 Domare: Iuliana Demetrescu (Rumänien) |
| 17:00 UTC+1 | 17:00 UTC+1  |                     |                 |         | Milton Keynes Publik: 11 615 Domare: Iuliana Demetrescu (Rumänien) | Milton Keynes Publik: 11 615 Domare: Iuliana Demetrescu (Rumänien) |

| 12          | 12 juli 2022 | Tyskland                         | 2 – 0           | Spanien | Brentford Community Stadium                                  |                                                              |
| 20:00 UTC+1 | 20:00 UTC+1  | Klara Bühl 3′ Alexandra Popp 37′ | (2 – 0) Rapport |         | London Publik: 16 037 Domare: Stéphanie Frappart (Frankrike) | London Publik: 16 037 Domare: Stéphanie Frappart (Frankrike) |
| 20:00 UTC+1 | 20:00 UTC+1  |                                  |                 |         | London Publik: 16 037 Domare: Stéphanie Frappart (Frankrike) | London Publik: 16 037 Domare: Stéphanie Frappart (Frankrike) |
| 20:00 UTC+1 | 20:00 UTC+1  |                                  |                 |         | London Publik: 16 037 Domare: Stéphanie Frappart (Frankrike) | London Publik: 16 037 Domare: Stéphanie Frappart (Frankrike) |

| 19          | 16 juli 2022 | Finland | 0 – 3           | Tyskland                                                   | Stadium MK                                                              |                                                                         |
| 20:00 UTC+1 | 20:00 UTC+1  |         | (0 – 1) Rapport | 40′ Sophia Kleinherne 48′ Alexandra Popp 63′ Nicole Anyomi | Milton Keynes Publik: 20 721 Domare: Emikar Caldera Barrera (Venezuela) | Milton Keynes Publik: 20 721 Domare: Emikar Caldera Barrera (Venezuela) |
| 20:00 UTC+1 | 20:00 UTC+1  |         |                 |                                                            | Milton Keynes Publik: 20 721 Domare: Emikar Caldera Barrera (Venezuela) | Milton Keynes Publik: 20 721 Domare: Emikar Caldera Barrera (Venezuela) |
| 20:00 UTC+1 | 20:00 UTC+1  |         |                 |                                                            | Milton Keynes Publik: 20 721 Domare: Emikar Caldera Barrera (Venezuela) | Milton Keynes Publik: 20 721 Domare: Emikar Caldera Barrera (Venezuela) |

| 20          | 16 juli 2022 | Danmark | 0 – 1           | Spanien           | Brentford Community Stadium                           |                                                       |
| 20:00 UTC+1 | 20:00 UTC+1  |         | (0 – 0) Rapport | 90′ Marta Cardona | London Publik: 16 041 Domare: Rebecca Welch (England) | London Publik: 16 041 Domare: Rebecca Welch (England) |
| 20:00 UTC+1 | 20:00 UTC+1  |         |                 |                   | London Publik: 16 041 Domare: Rebecca Welch (England) | London Publik: 16 041 Domare: Rebecca Welch (England) |
| 20:00 UTC+1 | 20:00 UTC+1  |         |                 |                   | London Publik: 16 041 Domare: Rebecca Welch (England) | London Publik: 16 041 Domare: Rebecca Welch (England) |

### Grupp C
| Nr | Lag           | S | V | O | F | GM | IM | MS | P |
| -- | ------------- | - | - | - | - | -- | -- | -- | - |
| 1  | Sverige       | 3 | 2 | 1 | 0 | 8  | 2  | +6 | 7 |
| 2  | Nederländerna | 3 | 2 | 1 | 0 | 8  | 4  | +4 | 7 |
| 3  | Schweiz       | 3 | 0 | 1 | 2 | 4  | 8  | −4 | 1 |
| 4  | Portugal      | 3 | 0 | 1 | 2 | 4  | 10 | −6 | 1 |

| 6           | 9 juli 2022 | Portugal                          | 2 – 2           | Schweiz                      | Sports Village                                       |                                                      |
| 17:00 UTC+1 | 17:00 UTC+1 | Diana Gomes 58′ Jéssica Silva 65′ | (0 – 2) Rapport | 2′ Coumba Sow 5′ Rahel Kiwic | Leigh Publik: 5 902 Domare: Jana Adámková (Tjeckien) | Leigh Publik: 5 902 Domare: Jana Adámková (Tjeckien) |
| 17:00 UTC+1 | 17:00 UTC+1 |                                   |                 |                              | Leigh Publik: 5 902 Domare: Jana Adámková (Tjeckien) | Leigh Publik: 5 902 Domare: Jana Adámková (Tjeckien) |
| 17:00 UTC+1 | 17:00 UTC+1 |                                   |                 |                              | Leigh Publik: 5 902 Domare: Jana Adámková (Tjeckien) | Leigh Publik: 5 902 Domare: Jana Adámková (Tjeckien) |

| 5           | 9 juli 2022 | Nederländerna  | 1 – 1           | Sverige             | Bramall Lane                                           |                                                        |
| 20:00 UTC+1 | 20:00 UTC+1 | Jill Roord 52′ | (0 – 1) Rapport | 36′ Jonna Andersson | Sheffield Publik: 21 342 Domare: Cheryl Foster (Wales) | Sheffield Publik: 21 342 Domare: Cheryl Foster (Wales) |
| 20:00 UTC+1 | 20:00 UTC+1 |                |                 |                     | Sheffield Publik: 21 342 Domare: Cheryl Foster (Wales) | Sheffield Publik: 21 342 Domare: Cheryl Foster (Wales) |
| 20:00 UTC+1 | 20:00 UTC+1 |                |                 |                     | Sheffield Publik: 21 342 Domare: Cheryl Foster (Wales) | Sheffield Publik: 21 342 Domare: Cheryl Foster (Wales) |

| 14          | 13 juli 2022 | Sverige                                | 2 – 1           | Schweiz             | Bramall Lane                                                   |                                                                |
| 17:00 UTC+1 | 17:00 UTC+1  | Fridolina Rolfö 53′ Hanna Bennison 79′ | (0 – 0) Rapport | 55′ Ramona Bachmann | Sheffield Publik: 12 914 Domare: Marta Huerta de Aza (Spanien) | Sheffield Publik: 12 914 Domare: Marta Huerta de Aza (Spanien) |
| 17:00 UTC+1 | 17:00 UTC+1  |                                        |                 |                     | Sheffield Publik: 12 914 Domare: Marta Huerta de Aza (Spanien) | Sheffield Publik: 12 914 Domare: Marta Huerta de Aza (Spanien) |
| 17:00 UTC+1 | 17:00 UTC+1  |                                        |                 |                     | Sheffield Publik: 12 914 Domare: Marta Huerta de Aza (Spanien) | Sheffield Publik: 12 914 Domare: Marta Huerta de Aza (Spanien) |

| 13          | 13 juli 2022 | Nederländerna                                                           | 3 – 2           | Portugal                                | Sports Village                                         |                                                        |
| 20:00 UTC+1 | 20:00 UTC+1  | Damaris Egurrola 7′ Stefanie van der Gragt 16′ Daniëlle van de Donk 62′ | (2 – 1) Rapport | 38′ (str.) Carole Costa 47′ Diana Silva | Leigh Publik: 6 966 Domare: Ivana Martinčić (Kroatien) | Leigh Publik: 6 966 Domare: Ivana Martinčić (Kroatien) |
| 20:00 UTC+1 | 20:00 UTC+1  |                                                                         |                 |                                         | Leigh Publik: 6 966 Domare: Ivana Martinčić (Kroatien) | Leigh Publik: 6 966 Domare: Ivana Martinčić (Kroatien) |
| 20:00 UTC+1 | 20:00 UTC+1  |                                                                         |                 |                                         | Leigh Publik: 6 966 Domare: Ivana Martinčić (Kroatien) | Leigh Publik: 6 966 Domare: Ivana Martinčić (Kroatien) |

| 21          | 17 juli 2022 | Schweiz                | 1 – 4           | Nederländerna                                                                   | Bramall Lane                                                   |                                                                |
| 17:00 UTC+1 | 17:00 UTC+1  | Géraldine Reuteler 53′ | (0 – 0) Rapport | 49′ (sjm.) Ana-Maria Crnogorčević 84′, 90+5′ Romée Leuchter 89′ Victoria Pelova | Sheffield Publik: 22 596 Domare: Iuliana Demetrescu (Rumänien) | Sheffield Publik: 22 596 Domare: Iuliana Demetrescu (Rumänien) |
| 17:00 UTC+1 | 17:00 UTC+1  |                        |                 |                                                                                 | Sheffield Publik: 22 596 Domare: Iuliana Demetrescu (Rumänien) | Sheffield Publik: 22 596 Domare: Iuliana Demetrescu (Rumänien) |
| 17:00 UTC+1 | 17:00 UTC+1  |                        |                 |                                                                                 | Sheffield Publik: 22 596 Domare: Iuliana Demetrescu (Rumänien) | Sheffield Publik: 22 596 Domare: Iuliana Demetrescu (Rumänien) |

| 22          | 17 juli 2022 | Sverige                                                                                                  | 5 – 0           | Portugal | Sports Village                                             |                                                            |
| 17:00 UTC+1 | 17:00 UTC+1  | Filippa Angeldal 21′, 45′ Carole Costa 45+7′ (sjm.) Kosovare Asllani 54′ (str.) Stina Blackstenius 90+1′ | (3 – 0) Rapport |          | Leigh Publik: 7 118 Domare: Stéphanie Frappart (Frankrike) | Leigh Publik: 7 118 Domare: Stéphanie Frappart (Frankrike) |
| 17:00 UTC+1 | 17:00 UTC+1  | |                 |          | Leigh Publik: 7 118 Domare: Stéphanie Frappart (Frankrike) | Leigh Publik: 7 118 Domare: Stéphanie Frappart (Frankrike) |
| 17:00 UTC+1 | 17:00 UTC+1  | |                 |          | Leigh Publik: 7 118 Domare: Stéphanie Frappart (Frankrike) | Leigh Publik: 7 118 Domare: Stéphanie Frappart (Frankrike) |

### Grupp D
| Nr | Lag       | S | V | O | F | GM | IM | MS | P |
| -- | --------- | - | - | - | - | -- | -- | -- | - |
| 1  | Frankrike | 3 | 2 | 1 | 0 | 8  | 3  | +5 | 7 |
| 2  | Belgien   | 3 | 1 | 1 | 1 | 3  | 3  | 0  | 4 |
| 3  | Island    | 3 | 0 | 3 | 0 | 3  | 3  | 0  | 3 |
| 4  | Italien   | 3 | 0 | 1 | 2 | 2  | 7  | −5 | 1 |

| 8           | 10 juli 2022 | Belgien                          | 1 – 1           | Island                             | Academy Stadium                                          |                                                          |
| 17:00 UTC+1 | 17:00 UTC+1  | Justine Vanhaevermaet 67′ (str.) | (0 – 0) Rapport | 50′ Berglind Björg Thorvaldsdóttir | Manchester Publik: 3 859 Domare: Tess Olofsson (Sverige) | Manchester Publik: 3 859 Domare: Tess Olofsson (Sverige) |
| 17:00 UTC+1 | 17:00 UTC+1  |                                  |                 |                                    | Manchester Publik: 3 859 Domare: Tess Olofsson (Sverige) | Manchester Publik: 3 859 Domare: Tess Olofsson (Sverige) |
| 17:00 UTC+1 | 17:00 UTC+1  |                                  |                 |                                    | Manchester Publik: 3 859 Domare: Tess Olofsson (Sverige) | Manchester Publik: 3 859 Domare: Tess Olofsson (Sverige) |

| 7           | 10 juli 2022 | Frankrike                                                                    | 5 – 1           | Italien              | New York Stadium                                        |                                                         |
| 20:00 UTC+1 | 20:00 UTC+1  | Grace Geyoro 9′, 40′, 45′ Marie-Antoinette Katoto 12′ Delphine Cascarino 38′ | (5 – 0) Rapport | 76′ Martina Piemonte | Rotherham Publik: 8 541 Domare: Rebecca Welch (England) | Rotherham Publik: 8 541 Domare: Rebecca Welch (England) |
| 20:00 UTC+1 | 20:00 UTC+1  |                                                                              |                 |                      | Rotherham Publik: 8 541 Domare: Rebecca Welch (England) | Rotherham Publik: 8 541 Domare: Rebecca Welch (England) |
| 20:00 UTC+1 | 20:00 UTC+1  |                                                                              |                 |                      | Rotherham Publik: 8 541 Domare: Rebecca Welch (England) | Rotherham Publik: 8 541 Domare: Rebecca Welch (England) |

| 15          | 14 juli 2022 | Italien                   | 1 – 1           | Island                          | Academy Stadium                                            |                                                            |
| 17:00 UTC+1 | 17:00 UTC+1  | Valentina Bergamaschi 62′ | (0 – 1) Rapport | 3′ Karólína Lea Vilhjálmsdóttir | Manchester Publik: 4 029 Domare: Lina Lehtovaara (Finland) | Manchester Publik: 4 029 Domare: Lina Lehtovaara (Finland) |
| 17:00 UTC+1 | 17:00 UTC+1  |                           |                 |                                 | Manchester Publik: 4 029 Domare: Lina Lehtovaara (Finland) | Manchester Publik: 4 029 Domare: Lina Lehtovaara (Finland) |
| 17:00 UTC+1 | 17:00 UTC+1  |                           |                 |                                 | Manchester Publik: 4 029 Domare: Lina Lehtovaara (Finland) | Manchester Publik: 4 029 Domare: Lina Lehtovaara (Finland) |

| 16          | 14 juli 2022 | Frankrike                                   | 2 – 1           | Belgien           | New York Stadium                                      |                                                       |
| 20:00 UTC+1 | 20:00 UTC+1  | Kadidiatou Diani 6′ Griedge Mbock Bathy 41′ | (2 – 1) Rapport | 36′ Janice Cayman | Rotherham Publik: 8 173 Domare: Cheryl Foster (Wales) | Rotherham Publik: 8 173 Domare: Cheryl Foster (Wales) |
| 20:00 UTC+1 | 20:00 UTC+1  |                                             |                 |                   | Rotherham Publik: 8 173 Domare: Cheryl Foster (Wales) | Rotherham Publik: 8 173 Domare: Cheryl Foster (Wales) |
| 20:00 UTC+1 | 20:00 UTC+1  |                                             |                 |                   | Rotherham Publik: 8 173 Domare: Cheryl Foster (Wales) | Rotherham Publik: 8 173 Domare: Cheryl Foster (Wales) |

| 23          | 18 juli 2022 | Island                             | 1 – 1           | Frankrike         | New York Stadium                                         |                                                          |
| 20:00 UTC+1 | 20:00 UTC+1  | Dagný Brynjarsdóttir 90+12′ (str.) | (0 – 1) Rapport | 1′ Melvine Malard | Rotherham Publik: 7 392 Domare: Jana Adámková (Tjeckien) | Rotherham Publik: 7 392 Domare: Jana Adámková (Tjeckien) |
| 20:00 UTC+1 | 20:00 UTC+1  |                                    |                 |                   | Rotherham Publik: 7 392 Domare: Jana Adámková (Tjeckien) | Rotherham Publik: 7 392 Domare: Jana Adámková (Tjeckien) |
| 20:00 UTC+1 | 20:00 UTC+1  |                                    |                 |                   | Rotherham Publik: 7 392 Domare: Jana Adámková (Tjeckien) | Rotherham Publik: 7 392 Domare: Jana Adámková (Tjeckien) |

| 24          | 18 juli 2022 | Italien | 0 – 1           | Belgien            | Academy Stadium                                             |                                                             |
| 20:00 UTC+1 | 20:00 UTC+1  |         | (0 – 0) Rapport | 49′ Tine De Caigny | Manchester Publik: 3 919 Domare: Ivana Martinčić (Kroatien) | Manchester Publik: 3 919 Domare: Ivana Martinčić (Kroatien) |
| 20:00 UTC+1 | 20:00 UTC+1  |         |                 |                    | Manchester Publik: 3 919 Domare: Ivana Martinčić (Kroatien) | Manchester Publik: 3 919 Domare: Ivana Martinčić (Kroatien) |
| 20:00 UTC+1 | 20:00 UTC+1  |         |                 |                    | Manchester Publik: 3 919 Domare: Ivana Martinčić (Kroatien) | Manchester Publik: 3 919 Domare: Ivana Martinčić (Kroatien) |

## Slutspel

### Slutspelsträd
|  | Kvartsfinaler    | Kvartsfinaler |                |   | Semifinaler | Semifinaler |  |  | Final | Final |
|  |                  |               |                |   |             |             |  |  |       |       |
|  | 20 juli          |               |                |   |             |             |  |  |       |       |
|  |                  |               |                |   |             |             |  |  |       |       |
|  | England (e.f.)   | 2             |                |   |             |             |  |  |       |       |
|  | England (e.f.)   | 2             | 26 juli        |   |             |             |  |  |       |       |
|  | Spanien          | 1             |                |   |             |             |  |  |       |       |
|  | Spanien          | 1             | England        | 4 |             |             |  |  |       |       |
|  | 22 juli          |               | England        | 4 |             |             |  |  |       |       |
|  |                  | Sverige       | 0              |   |             |             |  |  |       |       |
|  | Sverige          | Sverige       | 0              | 1 |             |             |  |  |       |       |
|  | Sverige          |               | 31 juli        | 1 |             |             |  |  |       |       |
|  | Belgien          | 0             |                |   |             |             |  |  |       |       |
|  | Belgien          | 0             | England (e.f.) | 2 |             |             |  |  |       |       |
|  | 21 juli          |               | England (e.f.) | 2 |             |             |  |  |       |       |
|  |                  | Tyskland      | 1              |   |             |             |  |  |       |       |
|  | Tyskland         | Tyskland      | 1              | 2 |             |             |  |  |       |       |
|  | Tyskland         | 27 juli       |                | 2 |             |             |  |  |       |       |
|  | Österrike        | 0             |                |   |             |             |  |  |       |       |
|  | Österrike        | 0             | Tyskland       | 2 |             |             |  |  |       |       |
|  | 23 juli          |               | Tyskland       | 2 |             |             |  |  |       |       |
|  |                  | Frankrike     | 1              |   |             |             |  |  |       |       |
|  | Frankrike (e.f.) | Frankrike     | 1              | 1 |             |             |  |  |       |       |
|  | Frankrike (e.f.) |               |                | 1 |             |             |  |  |       |       |
|  | Nederländerna    | 0             |                |   |             |             |  |  |       |       |
|  | Nederländerna    | 0             |                |   |             |             |  |  |       |       |

### Kvartsfinaler
| 25          | 20 juli 2022 | England                            | 0000 2 – 1 (e.fl.) | Spanien             | Falmer Stadium                                                          |                                                                         |
| 20:00 UTC+1 | 20:00 UTC+1  | Ella Toone 84′ Georgia Stanway 96′ | (1 – 1) Rapport    | 54′ Esther González | Brighton and Hove Publik: 28 994 Domare: Stéphanie Frappart (Frankrike) | Brighton and Hove Publik: 28 994 Domare: Stéphanie Frappart (Frankrike) |
| 20:00 UTC+1 | 20:00 UTC+1  |                                    |                    |                     | Brighton and Hove Publik: 28 994 Domare: Stéphanie Frappart (Frankrike) | Brighton and Hove Publik: 28 994 Domare: Stéphanie Frappart (Frankrike) |
| 20:00 UTC+1 | 20:00 UTC+1  |                                    |                    |                     | Brighton and Hove Publik: 28 994 Domare: Stéphanie Frappart (Frankrike) | Brighton and Hove Publik: 28 994 Domare: Stéphanie Frappart (Frankrike) |

| 26          | 21 juli 2022 | Tyskland                           | 2 – 0           | Österrike | Brentford Community Stadium                           |                                                       |
| 20:00 UTC+1 | 20:00 UTC+1  | Lina Magull 25′ Alexandra Popp 90′ | (1 – 0) Rapport |           | London Publik: 16 025 Domare: Rebecca Welch (England) | London Publik: 16 025 Domare: Rebecca Welch (England) |
| 20:00 UTC+1 | 20:00 UTC+1  |                                    |                 |           | London Publik: 16 025 Domare: Rebecca Welch (England) | London Publik: 16 025 Domare: Rebecca Welch (England) |
| 20:00 UTC+1 | 20:00 UTC+1  |                                    |                 |           | London Publik: 16 025 Domare: Rebecca Welch (England) | London Publik: 16 025 Domare: Rebecca Welch (England) |

| 27          | 22 juli 2022 | Sverige              | 1 – 0           | Belgien | Leigh Sports Village                                  |                                                       |
| 20:00 UTC+1 | 20:00 UTC+1  | Linda Sembrant 90+2′ | (0 – 0) Rapport |         | Leigh Publik: 7 517 Domare: Kateryna Monzul (Ukraina) | Leigh Publik: 7 517 Domare: Kateryna Monzul (Ukraina) |
| 20:00 UTC+1 | 20:00 UTC+1  |                      |                 |         | Leigh Publik: 7 517 Domare: Kateryna Monzul (Ukraina) | Leigh Publik: 7 517 Domare: Kateryna Monzul (Ukraina) |
| 20:00 UTC+1 | 20:00 UTC+1  |                      |                 |         | Leigh Publik: 7 517 Domare: Kateryna Monzul (Ukraina) | Leigh Publik: 7 517 Domare: Kateryna Monzul (Ukraina) |

| 28          | 23 juli 2022 | Frankrike                | 0000 1 – 0 (e.fl.) | Nederländerna | New York Stadium                                           |                                                            |
| 20:00 UTC+1 | 20:00 UTC+1  | Ève Périsset 102′ (str.) | (0 – 0) Rapport    |               | Rotherham Publik: 9 764 Domare: Ivana Martinčić (Kroatien) | Rotherham Publik: 9 764 Domare: Ivana Martinčić (Kroatien) |
| 20:00 UTC+1 | 20:00 UTC+1  |                          |                    |               | Rotherham Publik: 9 764 Domare: Ivana Martinčić (Kroatien) | Rotherham Publik: 9 764 Domare: Ivana Martinčić (Kroatien) |
| 20:00 UTC+1 | 20:00 UTC+1  |                          |                    |               | Rotherham Publik: 9 764 Domare: Ivana Martinčić (Kroatien) | Rotherham Publik: 9 764 Domare: Ivana Martinčić (Kroatien) |

### Semifinaler
| 29          | 26 juli 202 | England                                                        | 4 – 0           | Sverige | Bramall Lane                                              |                                                           |
| 20:00 UTC+1 | 20:00 UTC+1 | Beth Mead 34′ Lucy Bronze 48′ Alessia Russo 68′ Fran Kirby 76′ | (1 – 0) Rapport |         | Sheffield Publik: 28 624 Domare: Esther Staubli (Schweiz) | Sheffield Publik: 28 624 Domare: Esther Staubli (Schweiz) |
| 20:00 UTC+1 | 20:00 UTC+1 |                                                                |                 |         | Sheffield Publik: 28 624 Domare: Esther Staubli (Schweiz) | Sheffield Publik: 28 624 Domare: Esther Staubli (Schweiz) |
| 20:00 UTC+1 | 20:00 UTC+1 |                                                                |                 |         | Sheffield Publik: 28 624 Domare: Esther Staubli (Schweiz) | Sheffield Publik: 28 624 Domare: Esther Staubli (Schweiz) |

| 30          | 27 juli 2022 | Tyskland                | 2 – 1   | Frankrike               | Stadium MK                                                 |                                                            |
| 20:00 UTC+1 | 20:00 UTC+1  | Alexandra Popp 40′, 76′ | Rapport | 44′ (sjm.) Merle Frohms | Milton Keynes Publik: 27 445 Domare: Cheryl Foster (Wales) | Milton Keynes Publik: 27 445 Domare: Cheryl Foster (Wales) |
| 20:00 UTC+1 | 20:00 UTC+1  |                         |         |                         | Milton Keynes Publik: 27 445 Domare: Cheryl Foster (Wales) | Milton Keynes Publik: 27 445 Domare: Cheryl Foster (Wales) |
| 20:00 UTC+1 | 20:00 UTC+1  |                         |         |                         | Milton Keynes Publik: 27 445 Domare: Cheryl Foster (Wales) | Milton Keynes Publik: 27 445 Domare: Cheryl Foster (Wales) |

### Final
| 31          | 31 juli 2022 | England                         | 0000 2 – 1 (e.fl.) | Tyskland        | Wembley Stadium                                         |                                                         |
| 17:00 UTC+1 | 17:00 UTC+1  | Ella Toone 62′ Chloe Kelly 111′ | (0 – 0) Rapport    | 79′ Lina Magull | London Publik: 87 192 Domare: Kateryna Monzul (Ukraina) | London Publik: 87 192 Domare: Kateryna Monzul (Ukraina) |
| 17:00 UTC+1 | 17:00 UTC+1  |                                 |                    |                 | London Publik: 87 192 Domare: Kateryna Monzul (Ukraina) | London Publik: 87 192 Domare: Kateryna Monzul (Ukraina) |
| 17:00 UTC+1 | 17:00 UTC+1  |                                 |                    |                 | London Publik: 87 192 Domare: Kateryna Monzul (Ukraina) | London Publik: 87 192 Domare: Kateryna Monzul (Ukraina) |

## Anmärkningslista
1. 1 2  Ryssland har stängts av på grund av invasionen av Ukraina.[4]
2. ↑  Med inbördes möten menas i matcher mellan de lag som är rankade lika enligt ovanstående kriterier.
3. ↑  Med totalt menas mellan samtliga lag i gruppen. Uefas regler anger egentligen detta som matcher med övriga lag (ej inbördes möten), men eftersom inbördes möten är exakt lika ger detta samma resultat, det vill säga samma tal skall reduceras i tabellkolumnerna för alla de inblandade lagen.